# Pandi (Cundinamarca)
Pandi es un municipio colombiano del departamento de Cundinamarca, ubicado en la Provincia del Sumapaz, a 103 km de Bogotá.

## Toponimia

### Origen lingüístico[3]
- Familia lingüística: Chibcha
- Lengua: Muyscubbun / Sutagao

### Significado
Actualmente no hay una significado que se le atribuya a la palabra pandi. Pandi posiblemente pertenece a la lengua general Muisca y presenta los vocablos paba-pa "padre", "señor", n "de, en ".

### Origen / Motivación
El nombre del municipio se relaciona con el nombre del caserío indígena donde se formó el nuevo asentamiento de blancos, el cual se denominaba Pandi o Pande.

### Nombres históricos
- Santísima Trinidad de Pandi (1792)

## Historia

### De la prehistoria a su fundación
El pueblo aborigen de Pandi, o Pande, era del grupo o familia de los Sutagaos, pobladores del valle de su nombre; constituían un pueblo más o menos individualizado bajo la denominación de los muiscas, y emparentados étnicamente con estos, cuyos puntos de avanzada eran Tibacuy y Pasca. A comienzos de enero de 1595 llegó a la ciudad de Altagracia el oidor Miguel de Ibarra con el propósito de visitar los pueblos de su jurisdicción o de los sutagaos, el día 13 profirió auto en el que decía que el oidor Albornoz en su visita a Pandi en 1592 no les adjudicó tierras.
El pueblo aborigen estaba ubicado en una parte alta desde la cual se divisaba el río Sumapaz, y que no puede verse desde el actual; a comienzos de febrero de 1604 el Oidor Luis Enríquez visitó el pueblo de Pandi, y en el sitio de Santiago de Tumbia congregó a los indios de Machamba, Summa Paz y Quiguate, vecinos de Altagracia. En 1664 había en la comarca del Alto Sumapaz dos pueblos principales: Pandi y Tumbia, que a un tiempo poblaban en sus rancheríos y tenían Iglesia de paja.
El 20 de febrero de 1760 llegó a Fusagasugá el oidor Joaquín de Aróstegui y Escoto a visitar los pueblos sutagaos, pero no pudo pasar a Pandi por falta de puente en el Ríonegro, y por auto de diciembre 23 ordenó al cura ecónomo de Pandi y Juan Antonio de Castro, el alcalde Juan Silvestre Ortiz y al corregidor Juan Francisco de Melo traer tres indios, uno de Pandi, uno de Tambía y otro de Doa para que declarasen sobre los límites de los respectivos resguardos.
En la descripción de los indios de Pandi y sus agregados de Tambía y Doa aparecieron 159 indios. El padrón de vecinos formado el día 26 dio 114 familias con 494 personas. En la visita del Fiscal Francisco Antonio Moreno y Escandón de 3 de enero de 1776, después de realizar la descripción de los indios y en vista de que los indios de Pandi, Fusagasugá y Tibacuy eran muy pocos, el 8 de enero del mismo año decretó la extensión y agregación al pueblo de Pasca; para ello comisionó a Don Ignacio Pérez de la Cadena.
Se sabía que sus tierras fueron habitadas por la tribu pande o pandi, de la familia de los sutagaos y en permanente conflicto con los cundayes (aborígenes de Cunday) y con los Muiscas; este último conflicto que iban perdiendo a la llegada de los españoles y con cuya colaboración fueron exterminados (los aborígenes de Pandi). Estas cifras fueron tan alarmantes que para 1775 solo quedaban 94 aborígenes, entre ellos 24 tributarios. A nivel eclesiástico fue la sede de conquista de los indios cundayes porque desde allí se despachaba un sacerdote itinerante cada vez que se requería y los indígenas eran censados en su cabecera municipal. Para 1777 se obtiene confirmación de la dependencia parroquial, al solicitar los mestizos de Cunday ser segregados de dicha parroquia y fundar la suya propia.
Ante los inconvenientes surgidos para el traslado de los pobladores y los reclamos hechos, el 1 de diciembre de 1790 se ordenó devolverle sus tierras y asignarles cura, para lo cual se comisionó al corregidor y juez ordinario Santiago Umaña. El 16 de febrero fue nombrado cura provisional de Pandi el ppresbítero José María Maza, con el encargo de restablecer de inmediato el servicio religioso.
El 15 de julio de 1793 Juan Agustín de Chávez y García, siñendo el terreno para la iglesia, que dio comienzo a la construcción del pueblo, se da por el de fundación del actual Pandi en la categoría de parroquia de blancos. Así pues, el nuevo y actual pueblo de la Santísima Trinidad de Pandi fue fundado en su día en que se demarcó la iglesia y por consiguiente también el trazado de plaza y calles, acto primero y característico de fundación.
En algunos escritos del siglo XIX se le daba a Pandi el nombre de Icononzo o Econonzo, pero en 1778 ya se nombraba el sitio de Icononzo como parte de Pandi. La confusión se originó debido a que al fundarse este en parroquia en 1793 la mayoría de sus pobladores eran vecinos que tenían sus estancias en el sitio de Icononzo, al otro lado del río Sumapaz, motivo por el cual al convertirse en feligreses de la iglesia de Pandi sus tierras quedaron en jurisdicción de este. 
El 20 de julio de 1794 se inauguró la nueva iglesia, cuya primera piedra fue colocada el 5 de octubre anterior, construida por el párroco Eulises González Sánchez, en lote cedido por el municipio.

### SigloXIX
En el siglo XIX era corriente que los naturalistas y geógrafos se refirieran al puente natural de Pandi como una maravilla de la naturaleza. Se poseen indicios del cultivo de tabaco.
En 1813, Pandi pertenecía administrativamente al partido de Bosa, y en 1824 hacía parte de cantón de Fusagasugá.
Para 1843 se sabe que su población era de 1.907 habitantes, y en 1851 de 2.533. En 1861 hizo parte del departamento del Centro, junto con Fontibón, Bosa y Fusagasugá. Nueve años más tarde se computa el dato poblacional de 1.284 habitantes en Pandi, mientras que para 1884 su población había ascendido a 2.183 individuos. Cualquier espectador desapercibido supondría que luego de la guerra de los Mil Días el censo poblacional habría de quedar diezmado, mas no fue así; de acuerdo con el censo de 1905, aumentó su población a 4537 residentes. Siete años más tarde este indicador se mantuvo relativamente estable, registrando 4448 habitantes.

### SigloXX
A finales del siglo XIX y principios del XX se habla del incipiente poblado a La Quinta de Icononzo cuya fundación se atribuye al cura de Pandi Francisco Antonio Muzo hacia 1910. En la guerra de los Mil Días fue uno de los más nombrados de la revolución. Dependió de Pandi hasta septiembre de 1861, año en que al crearse el Estado del Tolima pasó a ser parte de éste. Por Decreto Nacional 457 de 16 de mayo de 1905 el corregimiento de Icononzo fue segregado del municipio de Melgar y agregado al de Pandi, nuevamente volvió al Tolima en 1910 al restablecerse la anterior división territorial del país, alterada en 1905 por el presidente Rafael Reyes Prieto.
El 14 de noviembre de 1899, durante la guerra de los Mil Días se libró en Pandi un combate entre los revolucionarios del comandante Ricardo Morales y las fuerzas gobiernistas del comandante Aníbal Márquez, que resultaron vencedoras.
En agosto de 1907 se construyó el puente colgante sobre el Río Negro en el antiguo camino Pandi-Arbeláez por el ingeniero Lustino Moncó S. Sobre el río Sumapaz, en el camino viejo de Icononzo (Tolima) a Boquerón (Cundinamarca), cerca a la desembocadura del Río Negro del sur, se construyó el presente "Cuaspud" por Hernando Venezuela; su armadura pesa 22 toneladas, y fue importada de Estados Unidos.
Estudios realizados por el ingeniero y geógrafo Peregrino Ossa V en 1934 en el páramo de Sumapaz reveló que en esas alturas hay varios lugares, como El Nevado, El Surbedero y la Guitarra, que formaron los nacimientos del río Nevado, que luego tomó el nombre de Humadea y que unido con el Río Negro toma el nombre de Meta.
El puente natural de Pandi, nombrado también de Icononzo, está formado por un conjunto de piedras incrustadas a 146 metros de altura sobre el nivel de las aguas entre las rocas paralelas que encajonan en largo trayecto sobre el curso del Río Sumapaz. 

## Geografía

### Límites
| Noroeste: Arbeláez (Río Sumapaz)           | Norte: Arbeláez | Nordeste: Arbeláez    |
| Oeste: Icononzo ( Tolima) (Río Sumapaz)    |                 | Este: San Bernardo    |
| Suroeste: Icononzo ( Tolima) (Río Sumapaz) | Sur: Venecia    | Sureste: San Bernardo |

## Turismo
- Alto de Miraflores
- Puente Colgante de Pandi - Puente Artificial de Pandi
- Antiguo y Nuevo Templo Parroquial
- Caminos Reales
- Cuevas Talladas y Jeroglíficos de El Helechal: Se aprecian hallazgos de entierros indígenas o guacas como cráneos dolicocéfalos, cerámicas, utensilios domésticos, bélicos y petroglifos.
- Fuente Termal La Azufrada
- Fuente Termal Las Lajas
- Piscina Natural

## Movilidad
A Pandi se llega por la Ruta Nacional 40 desde Soacha hasta el centro poblado del Boqueron, finalizando el municipio de Fusagasugá a orillas del río Sumapaz y siguiendo este último al sur pasando por la parte occidental de Arbeláez hasta la cabecera municipal pandiense y de ahí a Venecia, Cabrera y el centro poblado bogotano de La Unión en la Localidad de Sumapaz.
También hay conexión a Icononzo al oeste hasta Melgar, Girardot e Ibagué donde se conecta de nuevo a la Ruta Nacional 40.

## Servicios públicos
- Energía Eléctrica: Enel, es la empresa prestadora del servicio de energía eléctrica.
- Gas Natural: Alcanos de Colombia es la empresa distribuidora y comercializadora de gas natural en el municipio.